# Hikóriový porast
Hikóriový porast je chráněný areál v oblasti Cerová vrchovina.
Nachází se v katastrálním území obce Teplý Vrch v okrese Rimavská Sobota v Banskobystrickém kraji. Území bylo vyhlášeno či novelizováno v roce 1965 na rozloze 52,0500 ha. Ochranné pásmo nebylo stanoveno.